# Lloro por ti
Lloro por ti è un brano musicale del cantante spagnolo Enrique Iglesias, pubblicato come secondo singolo estratto dall'album Enrique Iglesias: 95/08 Exitos. Del brano è stato prodotto un remix che figura il featuring di Wisin & Yandel.

## Tracce
CD single
1. Lloro por ti - 4:34

## Classifiche
| Classifica (2008-2009)         | Posizione più alta |
| ------------------------------ | ------------------ |
| U.S. Billboard Hot 100         | 91                 |
| U.S. Billboard Hot Latin Songs | 1                  |
| U.S. Billboard Latin Pop Songs | 2                  |
| U.S. Billboard Tropical Songs  | 18                 |
| U.S. Billboard Radio Songs     | 63                 |
| Venezuela                      | 1                  |